# Demonax hefferni
Demonax hefferni là một loài bọ cánh cứng trong họ Cerambycidae.